# 신안주청년역
신안주청년역(新安州靑年驛)은 조선민주주의인민공화국 평안남도 안주시 역전동에 위치한 평의선과 개천선의 철도역이다. 신안주청년역과 개천시 개천역을 잇는 총 연장 29.1km의 개천선이 본 역에서 평의선과 분기한다. 
신안주청년역과 평안북도 박천군에 위치한 청천강역 사이에 청천강이 흐르고 있으며, 청천강철교로 연결되어 있다.
경의선 개통 당시 역명은 신안주역(新安州驛)으로, 1952년 12월 조선 당국에 의한 행정구역 개편 이전에 신안주면에 위치하였기 때문에 제정된 것이나, 후에 신안주청년역으로 개명하였다.

## 사진

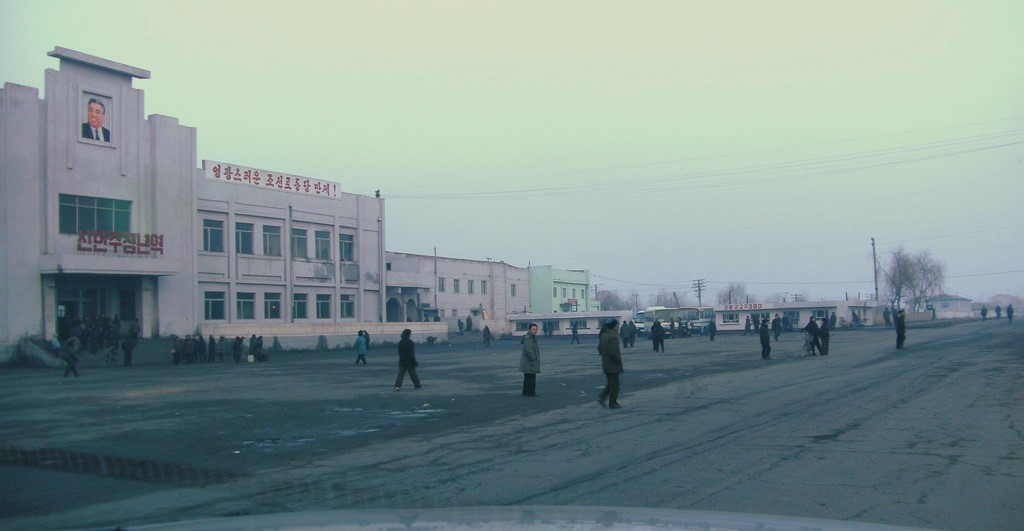
역사 (외부)
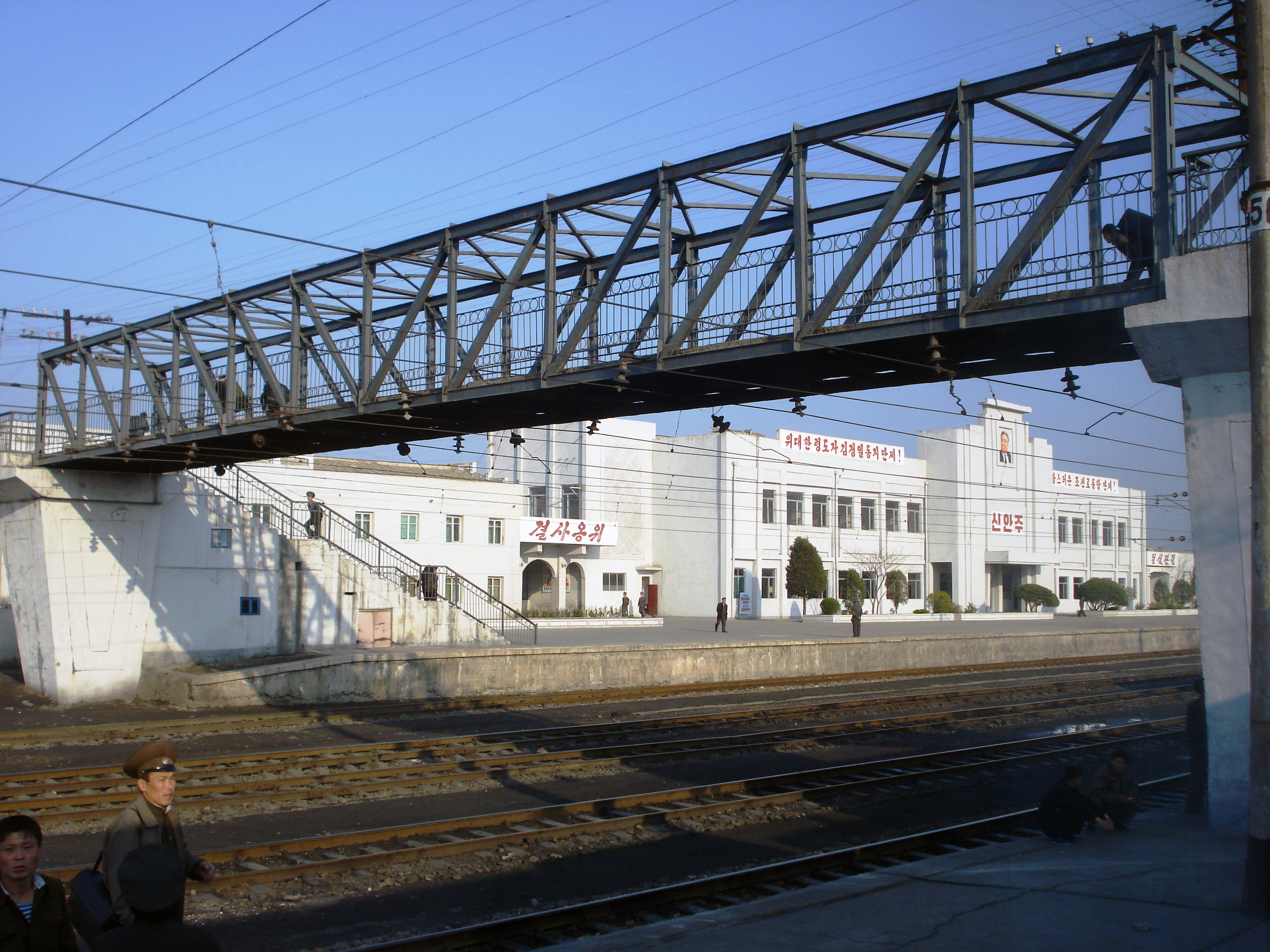
전경
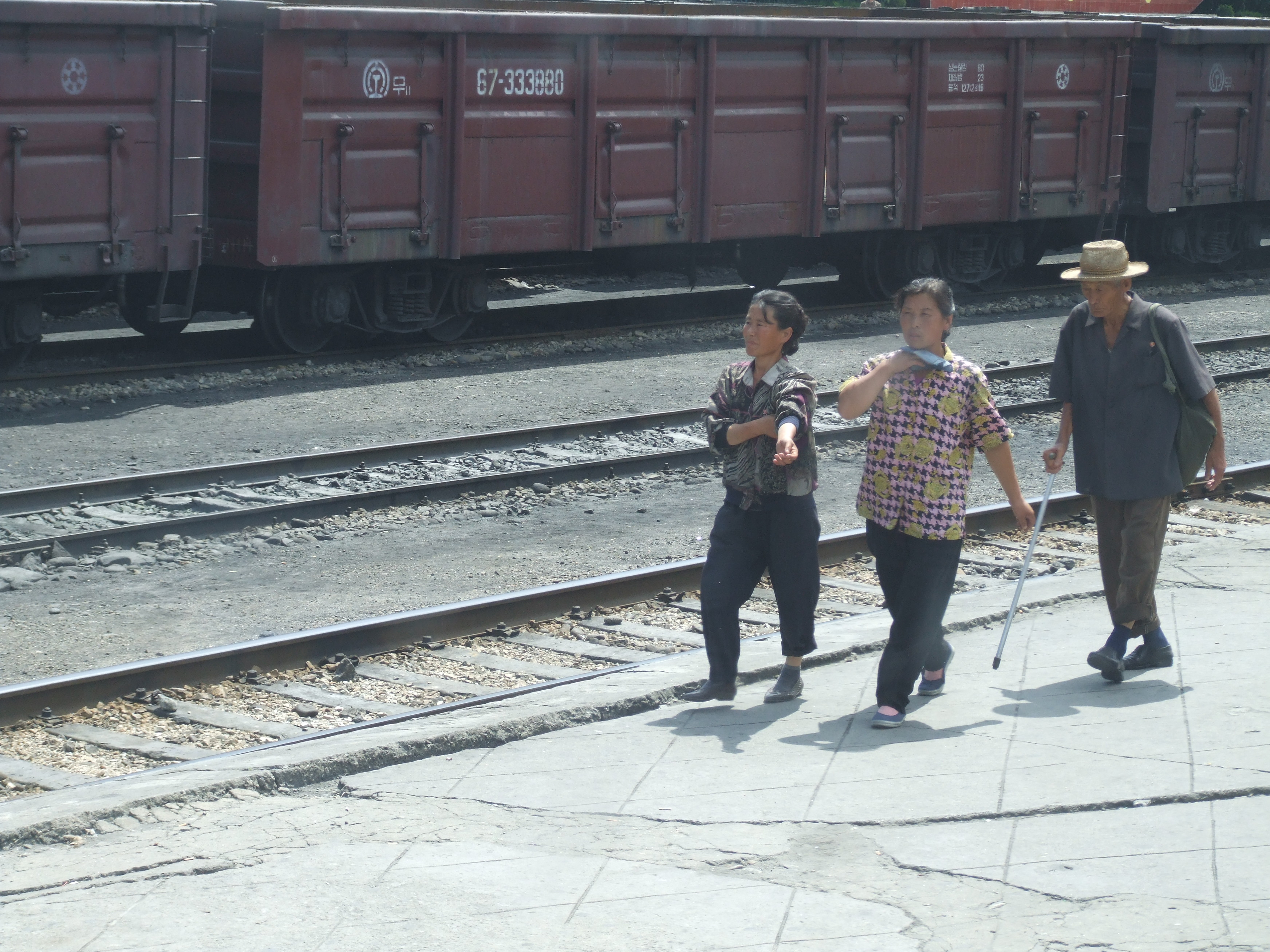
승객들